# 580301 Aznarmacias
580301 Aznarmacias este o planetă minoră (asteroid) din centura de asteroizi. A fost descoperită pe 23 septembrie 2014 la  de . 
Obiectul prezintă o orbită caracterizată de o semiaxă mare de 2,5758732007172 UAi, o excentricitate de 0,031931736253143, o înclinație de 13,375266469772 ° în raport cu ecliptica.